# Eugeniusz Nowak
Eugeniusz Nowak (* 8. Juni 1933 in Pudliszki (Polen); † 18. Dezember 2024 in Mehlem) war ein polnisch-deutscher Ornithologe und Naturschützer. 

## Leben und Wirken
Nowak wurde als Sohn eines Lehrerehepaares geboren und wuchs mit drei Brüdern auf. Während der Zeit der deutschen Besetzung Polens wurde sein Vater zur Zwangsarbeit verpflichtet. Bereits im Gymnasium interessierte sich Nowak für Ornithologie. Er studierte von 1952 bis 1958 Biologie in Danzig und Warschau, anschließend in Berlin an der Humboldt-Universität, wo er seine Diplomarbeit schrieb. 1966 wurde er in an der Universität Warschau mit einer Monografie über die Türkentaube promoviert. 1971 legte er ebenfalls an der Universität Warschau seine Habilitationsschrift zur Ausbreitung der Tiere vor. Ebenda wirkte er am Zoologischen Institut als wissenschaftlicher Assistent und als Dozent. In Masuren war er zeitweilig an der Landwirtschaftlichen Hochschule Olsztyn tätig und später in England in Slimbridge (in der Nähe von Dursley) im Büro des Wildfowl and Wetlands Trust.
1974 ließ er sich in Deutschland in Bonn nieder und war ein Jahr an der Universität Essen tätig. Ab 1975 bis zu seiner Pensionierung 1998 wirkte er an der Bundesforschungsanstalt für Naturschutz und Landschaftsökologie in Bad Godesberg, wo er unter anderem an der Erstellung von Roten Listen bedrohter Tierarten mitwirkte und sich in seiner Funktion als wissenschaftlicher Berater beim UNEP/CMS Sekretariat der Bonner Konvention für die Umsetzung des internationalen Übereinkommens zur Erhaltung von wandernden Wildtieren einsetzte.
Nowak setzte sich neben seinem vielfältigen Engagement für den Naturschutz für die Völkerverständigung zwischen der Bundesrepublik Deutschland und der DDR sowie nach der Deutschen Wiedervereinigung zwischen West- und Osteuropa ein. Insbesondere im Rahmen von Projekten in Zusammenarbeit der Stiftung EuroNatur – deren Kuratoriumsmitglied er war – mit der ostpolnischen Narew-Region und dem Nationalpark Narew. Auch ein deutsch-polnisches Projekt von EuroNatur, bei dem mit aktiver Hilfe der polnischen Armee und der Bundeswehr beiderseits der Grenze eine Vielzahl von aufgelassenen Bunkern als Domizile für Fledermäuse, die zu den hochgradig gefährdeten wandernden Arten gehören, hergerichtet wurden. Nowak war außerdem Gründungsmitglied sowie Vorsitzender der polnischen Naturschutzorganisation Zielona Przyszłość.
2009 wurde Nowak die Verdienstmedaille des Verdienstordens der Bundesrepublik Deutschland verliehen.
Eugeniusz Nowak starb am 18. Dezember 2024 im Bad Godesberger Stadtteil Mehlem und wurde auf dem dortigen Friedhof beigesetzt.

## Veröffentlichungen (Auswahl)
- Die Türkentaube. Ziemsen, Wittenberg 1995. 2. Aufl. (Nachdruck) Westarp-Wissenschaftsverlag, Hohenwarsleben 2004, ISBN 3-89432-203-9.
- Die Ausbreitung der Tiere. Dargestellt an 28 Arten in Europa. Ziemsen, Wittenberg 1975, 2. unveränderte Aufl. Westharp Wissenschaften, Hohenwarsleben 2009, ISBN 978-3-89432-827-6.
- Die Vögel der Länder der Europäischen Gemeinschaft. Artenkatalog mit Angaben über Vorkommen und gesetzlichem Schutzstatus. Kilda-Verlag, Greven 1979, ISBN 3-921427-03-7.
- Die Säugetiere der Länder der Europäischen Gemeinschaft. Artenkatalog mit Angaben über Vorkommen und gesetzlichem Schutzstatus. Kilda-Verlag, Greven 1981, ISBN 3-921427-24-X.
- Die Lurche und Kriechtiere der Länder der Europäischen Gemeinschaft. Artenkatalog mit Angaben über Vorkommen und gesetzlichem Schutzstatus. Kilda-Verlag, Greven 1981, ISBN 3-921427-19-3.
- Wiedereinbürgerung gefährdeter Tierarten. Wissenschaftliche Grundlagen, Erfahrungen und Bewertung. Landwirtschaftsverlag, Münster-Hiltrup 1982, ISBN 3-7843-2023-6.
- Gestaltender Biotopschutz für gefährdete Tierarten und deren Gemeinschaften. Landwirtschaftsverlag, Münster-Hiltrup 1982, ISBN 3-7843-2028-7.
- Das "Radbod"-Unglück der Jadwiga Walenciak. Die Geschichte einer Bergmannsfamilie. Hrsg.: Der Oberbürgermeister der Stadt Hamm, 1999, ISBN 3-929314-08-8.
- Professor Erwin Stresemann (1889–1972). Verlag: Verein Sächsischer Ornithologen e.V., Hohenstein-Ernstthal 2003,  ISBN 3-9806583-3-3.
- Wissenschaftler in turbulenten Zeiten. Erinnerungen an Ornithologen, Naturschützer und andere Naturkundler, Stock und Stein, 2005, ISBN 3-937447-16-4
- Wissenschaftler in turbulenten Zeiten. Erinnerungen an Ornithologen, Naturschützer und andere Naturkundler (= Neue Brehm Bücherei. Bd. 676). 2010, überarb. und erw. Auflage. Westharp Wissenschaften, Hohenwarsleben 2010, ISBN 978-3-89432-248-9.